# 沖縄ゼネスト警察官殺害事件
沖縄ゼネスト警察官殺害事件（おきなわゼネストけいさつかんさつがいじけん）とは、1971年11月10日にアメリカ占領下の沖縄の浦添市で発生した、沖縄返還協定に反対する示威行進の中で警備中の警察官が殺害された事件。

## 前史
1969年2月4日、一部の左翼党派は沖縄初の火炎瓶攻撃を敢行し、急速に過激化していった。
琉球警察は本土の警察から機動隊の装備を輸入し、警備体制の強化を図っていた。

## 事件の概要
沖縄返還協定の国会批准を一週間後に控えた1971年11月10日、全沖縄軍労働組合、日本官公庁労働組合協議会、教職員組合など14万6500人の労働者が、返還協定批准阻止を訴え沖縄全土でゼネストを実施し、当日の沖縄は全島で麻痺状態となっていた。沖縄県祖国復帰協議会は那覇市内で県民大会を開催し、7万人がデモ行進に参加した（11・10ゼネスト、沖縄ゼネスト）。
一部の左翼系過激派はこのゼネストに乗じ、ヘルメットと白い包帯様の覆面で顔を隠した上、多数の火炎瓶や「ゲバルト棒」を携行して集団で与儀公園の抗議集会に入り込んだ。集会後、10万人におよぶ参加者は浦添市の琉球列島米国民政府庁舎に向けてデモを敢行した。沖縄県教職員組合を先頭に、軍用道路1号線（現：国道58号線）を北に向かうデモ隊列は4kmにもおよんだ。大多数は平穏なものであったが、隊列の中程にいた一部の左翼系過激派はデモの途中、泊高橋にある派出所や天久にある米軍施設に向けて火炎瓶を投げ込むなどの暴力行為を繰り返し、泊高橋派出所等が炎上した。
このゼネストに際し、琉球警察では常設の機動隊の他、警察署勤務員等による特別機動隊をも組織した特別警備体制を敷いており、浦添市の勢理客（じっちゃく）交差点付近では警備部隊のうち第4大隊第2中隊第2小隊が警備に当たっていた。火炎瓶や「ゲバルト棒」を持ったデモ隊が安謝川を渡り、勢理客交差点に差し掛かったとき、この30人ほどの警備の機動隊部隊と衝突。デモ参加者や野次馬など数百人が居合わせた怒号と混乱の中で、火炎瓶を投擲した過激派の人物を追って交差点に入って来た機動隊員（山川松三 巡査部長 48歳、殉職後は2階級特進し、警部。）が数名の過激派に捕捉され、棍棒等による殴打を受け、倒れたところを火炎瓶を投げられて火達磨となった。
この機動隊員が大きく火に包まれると、ただちにデモ隊の中から次々に火を消そうとする者が現れ、最初は足で、ついで機動隊のタテで覆い被さるように消火活動をし、最後には組合旗をかぶせて火を消し止めた。この警察官は直ちに救出され、ゼネストの主催団体である沖縄県祖国復帰協議会傘下の「県労協」の宣伝車に乗せられて、病院に運ばれたが脳挫傷、クモ膜下出血で死亡した。
その後、アメリカ民政府を警備していた主力の機動隊が現場に駆け戻り、放水車や催涙弾を使ってデモ参加者を散会させた。祖国復帰協議会は、このときに負傷した千人以上に及ぶデモ参加者への暴行に対して抗議し、集団訴訟を準備していると報じられたが、訴訟はなされていない。

## 事件の顛末
警察官殺害犯として染色家の松永優（当時24歳）が殺人罪で逮捕・起訴されたが、弁護側は「被告人は殺人ではなく、救助しようとして居合わせていただけだ」と反論した。一審では傷害致死罪で有罪判決（懲役1年・執行猶予2年）を受けたが、二審では弁護側の主張が通り「消火・救助行為」が認められ無罪判決が出され、そのまま確定した。これにより名誉は回復されることになった。
当時、沖縄大学の学生のM（18歳）も殺人容疑で逮捕・起訴され、控訴審で4年～6年の不定期刑が確定、服役した。